# Sweet Georgia Brown
Sweet Georgia Brown – jazzowy standard, napisany przez Bena Berniego, Maceo Pinkarda (muzyka) i Kennetha Caseya (tekst) w 1925, znany szeroko z tego, iż jest tytułową piosenką koszykarskiej drużyny Harlem Globetrotters. Po raz pierwszy utwór nagrał Ben Bernie i jego orkiestra.
Piosenka kilkakrotnie wykorzystana została w produkcjach telewizyjnych, w tym w sitcomie Futurama, serialach animowanych The Simpsons oraz Drawn Together, a także bajce The Isle of Pingo Pongo.

## Wykonania
Najpopularniejsze i najważniejsze wykonania piosenki:
- 1925: Ben Bernie & His Hotel Roosevelt Orchestra – pierwsze oryginalne wykonanie, wydane nakładem Vocalion Records[2].

- Spośród wszystkich wczesnych nagrań piosenki, wokalna wersja Ethel Waters z lat 20. oraz instrumentalna Django Reinhardta z lat 30., były najpopularniejsze.
- Krótko po debiucie piosenki w 1925, zespół The California Ramblers również nagrał instrumentalną wersję piosenki.
- Cover piosenki nagrała grupa The Beatles, przed okresem Beatlemanii - podczas sesji nagraniowych w 1961 roku, w trakcie których stanowiła zespół wspomagający piosenkarza Tony’ego Sheridana. W 1964 roku, na fali Beatlemanii, Sheridan dokonał overdubbingu nowej wersji tekstu piosenki do ścieżki instrumentalnej oryginalnego nagrania z 1961 roku (nowa wersja zawierała odniesienia do zespołu The Beatles w tekście: „in Liverpool she even dares/to criticise the Beatles' hair/with their whole fanclub standing there/oh Sweet Georgia Brown”).
- Jerry Lee Lewis nagrał własną wersję piosenki, która wydana została na jego albumie There Must Be More To Love Than This.
- Grający progresywnego rocka zespół Gentle Giant stworzył własną wersję piosenki, która wydana została na jego nagranym na żywo albumie Playing the Fool, wydanym w 1977 roku.
- W pochodzącym z 1983 roku remake'u filmu To Be or Not to Be o tym samym tytule, Mel Brooks i Anne Bancroft wykonali piosenkę w języku polskim.
- Na bootlegu Captain Hook grupy Captain Beefheart znalazła się instrumentalna wersja utworu.
- The Count Basie Band nagrał własną wersję „Sweet Georgia Brown”, która wydana została na albumie Prime Time w 1977 roku.
- Dixie Carter wykonała piosenkę w jednym z odcinków serialu Designing Women.